# Joseph Hubbard Echols
Joseph Hubbard Echols (* 25. Dezember 1816 in Washington, Georgia; † 23. September 1885 in Lexington, Georgia) war ein US-amerikanischer Plantagenbesitzer und Politiker. Über sein Privatleben ist nur wenig bekannt. Echols war ein Methodist. Er heiratete Martha Ellen Smith (1825–1885), Tochter von Robert S. Smith (1787–1859). Das Paar bekam mindestens ein Kind: Moina H. (* 1846). 1861 saß er im Senat von Georgia. Echols vertrat von 1864 bis 1865 den sechsten Wahlbezirk von Georgia im zweiten Konföderiertenkongress. Ferner war er Präsident der Madison Female Academy in Georgia. Nach seinem Tod 1885 wurde er auf dem Friedhof der Beth-Salem Presbyterian Church in Lexington beigesetzt.